# Noel Pedregosa
Noel Portal Pedregosa (ur. 18 października 1964 w Bialong) – filipiński duchowny katolicki, biskup Malaybalay od 2021.

## Życiorys

### Prezbiterat
Święcenia kapłańskie otrzymał 11 września 1991 i został inkardynowany do diecezji Malaybalay. Pracował głównie jako duszpasterz parafialny, był także m.in. wychowawcą seminarium w Cagayan de Oro, rektorem seminarium w Malaybalay oraz wikariuszem generalnym diecezji. W 2020 wybrany administratorem tego okręgu kościelnego.

### Episkopat
29 czerwca 2021 papież Franciszek mianował go biskupem ordynariuszem diecezji Malaybalay. Sakry udzielił mu 14 września 2021 metropolita Cagayan de Oro – arcybiskup José Cabantan.